# Luigi Ziroli
Luigi Ziroli was een Italiaans voetballer die speelde als aanvaller.

## Carrière
Gedurende zijn carrière kwam Ziroli uit voor de twee stadsrivalen uit Rome, AS Roma en Lazio Roma. Daarnaast kwam hij ook nog uit voor SS Serenissima uit Venetië en voor Palermo.